# Mittellauf der Schwarzen Elster Ergänzung
Mittellauf der Schwarzen Elster Ergänzung este o arie protejată (sit de importanță comunitară — SCI) din Germania întinsă pe o suprafață de 302,45 ha, integral pe uscat.

## Localizare
Centrul sitului Mittellauf der Schwarzen Elster Ergänzung este situat la coordonatele 51°34′57″N 13°19′30″E / 51.5825°N 13.325°E.

## Înființare
Situl Mittellauf der Schwarzen Elster Ergänzung a fost declarat sit de importanță comunitară în martie 2004 pentru a proteja 1 specie de plante și 3 specii de animale.

## Biodiversitate
Situată în ecoregiunea continentală, aria protejată conține 7 habitate naturale: Lacuri eutrofice naturale cu vegetație de tip Magnopotamion sau Hydrocharition, Formațiuni ierboase bogate în specii de Nardus, dezvoltate pe substraturi silicioase în zone montane (și în zone submontane, în Europa continentală), Pajiști cu Molinia pe soluri calcaroase, turboase sau argilos-nămoloase (Molinion caeruleae), Fânețe de joasă altitudine (Alopecurus pratensis, Sanguisorba officinalis), Păduri de stejar sau de stejar și carpen sub-atlantice și medio-europene de Carpinion betuli, Păduri acidofile de stejar bătrân cu Quercus robur pe câmpii nisipoase, Păduri aluvionare cu Alnus glutinosa și Fraxinus excelsior (Alno-Padion, Alnion incanae, Salicion albae).
La baza desemnării sitului se află mai multe specii protejate:
- plante (1): Luronium natans
- amfibieni (1): buhai de baltă cu burta roșie (Bombina bombina)
- mamifere (2): castor (Castor fiber), vidră de râu (Lutra lutra)

Pe lângă speciile protejate, pe teritoriul sitului au mai fost identificate 1 specie de plante.